# Tricholosporum
Tricholosporum es un género de hongos de la familia Tricholomataceae. Fue circunscrita por el micólogo mexicano Gastón Guzmán en 1975.